# Bradypodion dracomontanum
Espèce
Statut de conservation UICN

 NT  : Quasi menacé
Statut CITES
Bradypodion dracomontanum est une espèce de sauriens de la famille des Chamaeleonidae. Cette espèce effectue une reproduction vivipare, donc met au monde des petits en vie.

## Répartition
Cette espèce est endémique des Drakensberg en Afrique du Sud.

## Publication originale
- Raw, 1976 : A survey of the dwarf chameleons of Natal, South Africa, with description of three new species (Sauria: Chamaeleonidae). Durban Museum Novitates, vol. 11, n. 7, p. 139-161.